# Grünwaldi csata
Az első világháború alatt, 1914. augusztus 27-30-án történt ugyanitt az ún. második tannenbergi ütközet a német és az orosz csapatok között.
A grünwaldi csata vagy tannenbergi csata (lengyelül Bitwa pod Grunwaldem, litvánul Žalgirio mūšis németül Schlacht bei Tannenberg 1410. július 15-én a Lengyelország és Litvánia egyesült erővel aratott győzelme a Német Lovagrend hadai fölött, amely terjeszkedésével már közel másfél évszázada fenyegette a két államot, továbbá más országokat is, mint az orosz fejedelemségeket. A csatát Grünwald (Grunwald), Tannenberg (Stębark), Faulen (Ułnowo) és Ludwigsdorf (Łodwigowo) falvak közötti területén vívták.
Az ütközet az 1409–11-es lengyel–litván–lovagrendi háború keretében zajlott és a lengyel-litván szövetséges hadak győzelmével zárult. A grünwaldi ütközet a középkor egyik legnagyobb és legvéresebb ütközete volt, egyes források szerint majdnem negyvenezren haltak meg a harcokban. A győzelem következtében a lovagrend ereje megtört, és ez véget vetett terjeszkedésének, az ún. Drang nach Ostennek.
A csatatéren számos nép csapott össze. A szövetséges sereg egy részét oroszok tették ki. A más nemzetiségű hadak némelyikét saját uralkodójuk vezette. A litvánok tatár lovassága élén Dzsalál ad-Dín, az Arany Horda majdani kánja állt. A lengyel had soraiban harcoló moldvaiakat Sándor fejedelem (rom.: Alexandru cel Bun) vezérelte.
A győztesek ugyanakkor a lovagrend központját, Marienburgot (Máriavár) nem tudták bevenni, egyfelől azért, mert a győzelmüket áldomással ünnepelték, másrészt annyira kimerültek, hogy pihenőt kellett tartaniuk. Az sem kizárt, hogy jelentős számú veszteségük pótlása és a sorok rendezése is időbe telt.

## Elnevezései
A csata grünfeldei, grünewaldi, lengyelesen grunwaldi vagy grunewaldi csata néven is ismert, illetve a német történelemben többnyire tannenbergi csata (olykor tannenburgi csata) néven említik. A németek gyakran első tannenbergi csatának is nevezik. A második tannenbergi csatát 1914-ben vívták egymás ellen a német és orosz csapatok, ugyanazon a helyen, ahol korábban a német lovagok vereséget szenvedtek. Ekkor az oroszok felett Paul von Hindenburg későbbi német államfő jelentős győzelmet aratott. Tekintve, hogy az első tannenbergi ütközetben nagyszámú orosz haderő is részt vett, ezt a németek visszavágásnak tekintették.

## Előzmények
A Magyarországról elűzött Német (Teuton) Lovagrendet 1226-ban telepítette a kulmi földre Mazóviai Konrád lengyel herceg, hogy a pogány balti poroszokat megtérítse és a Balti-tengerhez vezető kijáratot Lengyelország számára biztosítsa. A lovagok a császártól, II. Frigyestől kapott ún. rimini aranybulla (1226) és a IX. Gergely pápa által 1234-ben adott kiváltságok értelmében jogot kaptak mind a kulmi, mind a porosz területek „állandó használatára”. Az 1233-tól 1283-ig terjedő időszak harcaiban a lovagrend meghódította a törzsek földjeit, ám sok esetben szükséges volt külső segítség, mert olykor nem boldogult a balti népekkel. Ilyen segítséget nyújtottak a kezdetben a szomszédos lengyel fejedelmek, a Hanza, s a német uralkodók. Csehországgal különösen jó viszony alakult ki és hosszú időn keresztül szövetséges maradtak a lovagok vele, legfőképp a lengyelek elleni háborúkban.
1237-ben a lovagrendhez csatolták a még abban az évben feloszlatott Kardtestvérek rendjét és azokat a kelet-balti (livóniai) területeket is, melyeket az a rend már jórészt meghódított, a többit 1290-ben vetették alá a teuton lovagok.
A nagy sikerek lehetővé tették, hogy a rend más országok felé is terjeszkedjék. Megkísérelt hódítani orosz és litván területeket, de két súlyos vereséget szenvedtek (Csúd-tó (1242), Durben (1260)). Ezeken még viszonylag könnyen túltettek és folytatták expanziójukat, amely a 13. század végére elérte Lengyelországot is. Ennek keretében került sor Danzig (Gdańsk) elfoglalására 1309-ben.
A lengyelek még több háborút kellett, hogy vívjanak a német lovagokkal és nekik akadtak külső szövetségeseik a magyarok, a litvánok és esetenként az oroszok részéről.
A korábban a pogány, majd ortodox Litvánia a 14. század végére felvette a katolikus vallást. De azonnal nem tudta felszámolni a régi pogány rendet, egyfelől azért, mert korántsem állt abban a helyzetben az ekkor nagy területű ország, mely más (fehérorosz, orosz és ukrán) területeket is birtokolt, s több helyen ellenséggel volt körülvéve. 1385-ben a krewói unióval perszonálunió jött létre Lengyelország és Litvánia között.

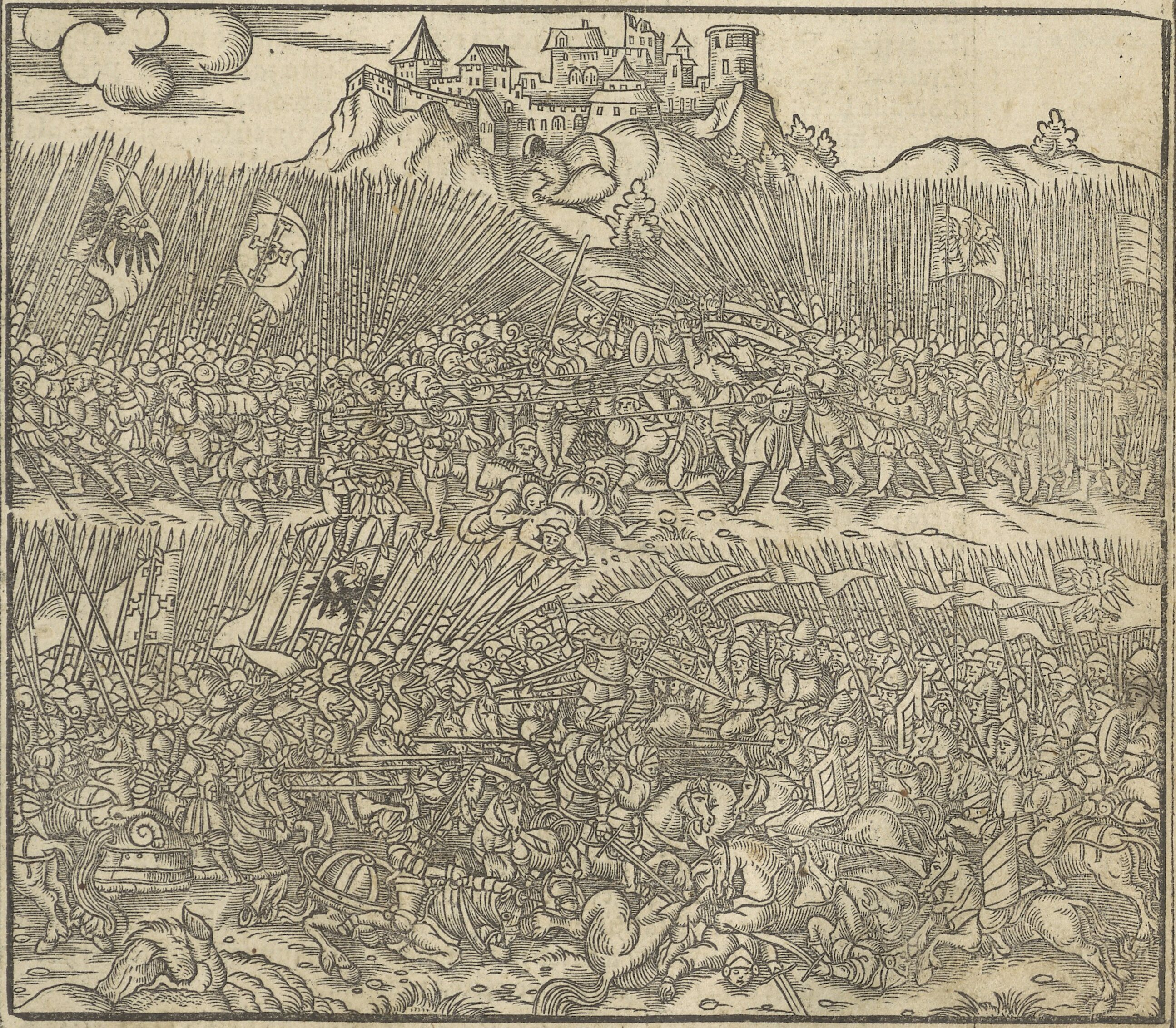
A csata egy középkori fametszeten.

Emellett Litvánia és Lengyelország viszonya sem volt felhőtlen. A litván fejedelem, Vytautas (régiesen Vitold) – akit a Német Lovagrend még támogatott is –, több alkalommal veszett össze unokatestvérével II. (Jagelló) Ulászlóval, a lengyel királlyal, mert az korlátozni kívánta hatalmát. Ugyanakkor a román fejedelemség, Moldva ügyén is konfliktusuk támadt, mely utóbb hűbérurának II. Ulászlót ismerte el.
Végül a lovagrend szembefordult Vytautasszal, s másik ellenfelét Švitrigailát támogatta. 1404-ben elfoglalta a litvánoktól Szamogitia (Žmudż) tartományt (Nyugat-Litvánia). Vytautas és II. Ulászló – akik egyformán vesztesei voltak ennek a háborúnak –, belátták, hogy össze kell fogniuk.
A Német Lovagrend a nagy területű lengyel-litván állammal kevés sikerrel vehette fel a versenyt, s a 15. századtól már csak területvesztés jellemezte. Katonai ereje viszont változatlanul potenciális és ütőképes maradt, míg a perszonálunió európai szemmel gyengébb hadsereggel bírt.

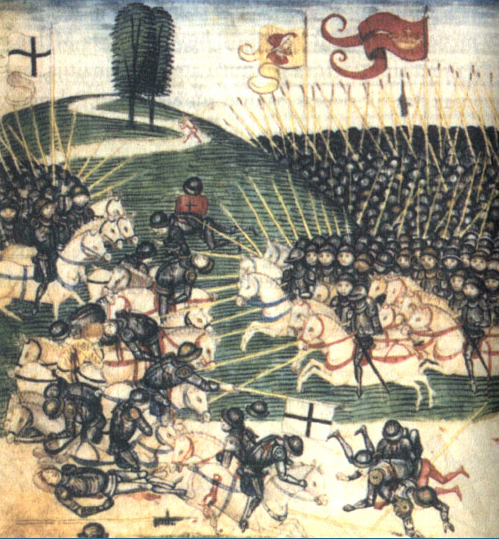
A grünwaldi csata egy középkori festményen

## Háború a Német Lovagrenddel
A két uralkodó úgy vélte, hogy a védekezés helyett a támadást szükséges választani, s ezzel megdönteni a lovagok hatalmát.
Vytautas rávette Szamogitiát a felkelésre 1408-ban. 1409-ben Lengyelország és Litvánia haderőiket összevonták és a két ország eltökélte, hogy felszámolja végleg a Német Lovagrend hatalmát a térségben. A lovagrendi nagymester Ulrich von Jungingen volt ekkor, aki komoly dilemmával állt szemben, hisz egyszerre több ország részéről volt fenyegetve. Egyedüli reménye Luxemburgi Zsigmond német-római császár és magyar király, akinek révén Magyarországról is segítséget kaptak a század elején a lovagok.
1409. augusztus 14-én von Jungingen hadat üzent a lengyel-litván államnak. A lengyelek és a litvánok erre benyomultak Szamogitiába a felkelés támogatására. Zsigmond szövetségre lépett a lovagrenddel, német lovagokat és katonákat küldött támogatására, de teljes erővel nem tudta egyelőre segíteni, mivel háborúban állt Velencével.
A támadást a német lovagok délnek a lengyelek ellen indították, s benyomultak Wiełkopołska és Kujawy területére. A lengyelek ekkor porosz területekre behatolva elfoglalták Bromberget (ma Bydgoszcz, Lengyelország) 1410. június 24-én. Ulászlóhoz csatlakoztak a teuton lovagok által megszállt dobrzyńiak (dobriniak) is.
A király olyan haditervet dolgozott ki, amelynek értelmében a háborút a lovagrendi székhely Marienburg (ma Malbork, Lengyelország) bevételével kellett volna lezárni. Ezt megelőzően ellenben döntő csatára kell kényszeríteni, ahol döntő csapást mérhetnek az ellenségre, ehhez viszont szükséges volt megakadályozni, nehogy a németek egyetlen pontba csoportosíthassák hadaikat. E célból a király vezette lengyel seregek elsősorban Danzig (ma Gdańsk, Lengyelország) irányába vonultak, s megtámadták Tilsit (ma Szovjetszk (Kalinyingrádi terület)) vidékét, tulajdonképpen megtéveszteni akarva a rendi hadat, mialatt a litvánok Szamogitiában nyomultak előre.

### A csata stratégiai előzményei
A fő offenzíva ideje 1410 nyarán jött el, amikor a litván és a lengyel hadak összevonták teljes erőiket. A nagymester von Jungingen úgy vélte, hogy Ulászló Kelet-Pomerániára fog támadni, hogy bevehesse Danzigot, ehelyett a két sereg, június 30-án a Visztula mentén haladva átlépte a porosz határt és elindultak a Nogat irányába, ahol a Marienburg (Máriavár) is állt.
A hadsereg főparancsnoka Ulrich von Jungingen nagymester volt. Hadaival Schwetzből (ma Świecie, Lengyelország) indult a behatolók ellen, s a Máriavárat Heinrich von Plauenre bízta.
A lovagrendi sereg körültekintően és jól megerősített védelmi állásokba helyezkedett el a Drewenz (Drwęca) folyónál, amely áttörhetetlennek bizonyult. Ulászló elhaladt a védelmi állások mellett és Gilgenburg (ma Dąbrówno, Lengyelország) ellen vezette seregét a célból, hogy kicsalja a nagymestert állásaiból. A várat a lengyelek bevették és védőit lekaszabolták. Gilgenburgtól ezután elvonultak és várták a fősereg érkezését. A nagymester valóban felsorakoztatta az indulásra csapatait és vagy tizenkét helyen hidat vert le a Drewenzen, ahol egyszerűen és gyorsan átkelt, majd elindult a lengyel-litván had ellen, hogy döntő ütközetre kényszerítse.
A korabeli feljegyzések leírják, hogy a csata előtti napon furcsa jelek tűntek fel, s kemény vihar tombolt. Olyan előjeleket véltek látni a lengyel vitézek, hogy Ulászló egy szerzetessel csatázik a Holdon, akit le is győz. Ebben sokan a teuton lovagok feletti győzelem előjelét vélték felfedezni, mivel a rend tagjai szerzetesi jellegű fogadalmakat tettek.
Allensteintől (ma Olsztyn, Lengyelország) délnyugatra Grünwaldnál (ma Grunwald, Lengyelország) találta szembe magát II. Ulászló és Witold a németekkel. Akkor értesültek csak róluk, amikor már egy mérföldre megközelítette őket az ellenség. Ulászló ekkor még nyugodtan két misét tartatott a tábori kápolnában. Witold azonban sürgette unokatestvérét, hagyjon fel az istentisztelettel, mert rendkívül nagy a veszély.
A lengyel és a litván csapatokat a Lubień-tótól délre kezdték hadrendbe szervezni, míg a lovagrendi sereg végig csatára készen menetelt a Drewenz menti védelmi állásaik elhagyása óta!

## A csata
A Német Lovagrend háborúinak minden bizonnyal egy döntő pillanata jött el a grünwaldi csatával. Gyakorlatilag mindkét fél teljes katonai erejével vonult fel. A lengyelek azzal a szándékkal, hogy véget vessenek a pontosan egy évszázada tartó fenyegetésnek, amely a Német Lovagrend részéről jött.

### A szemben álló erők

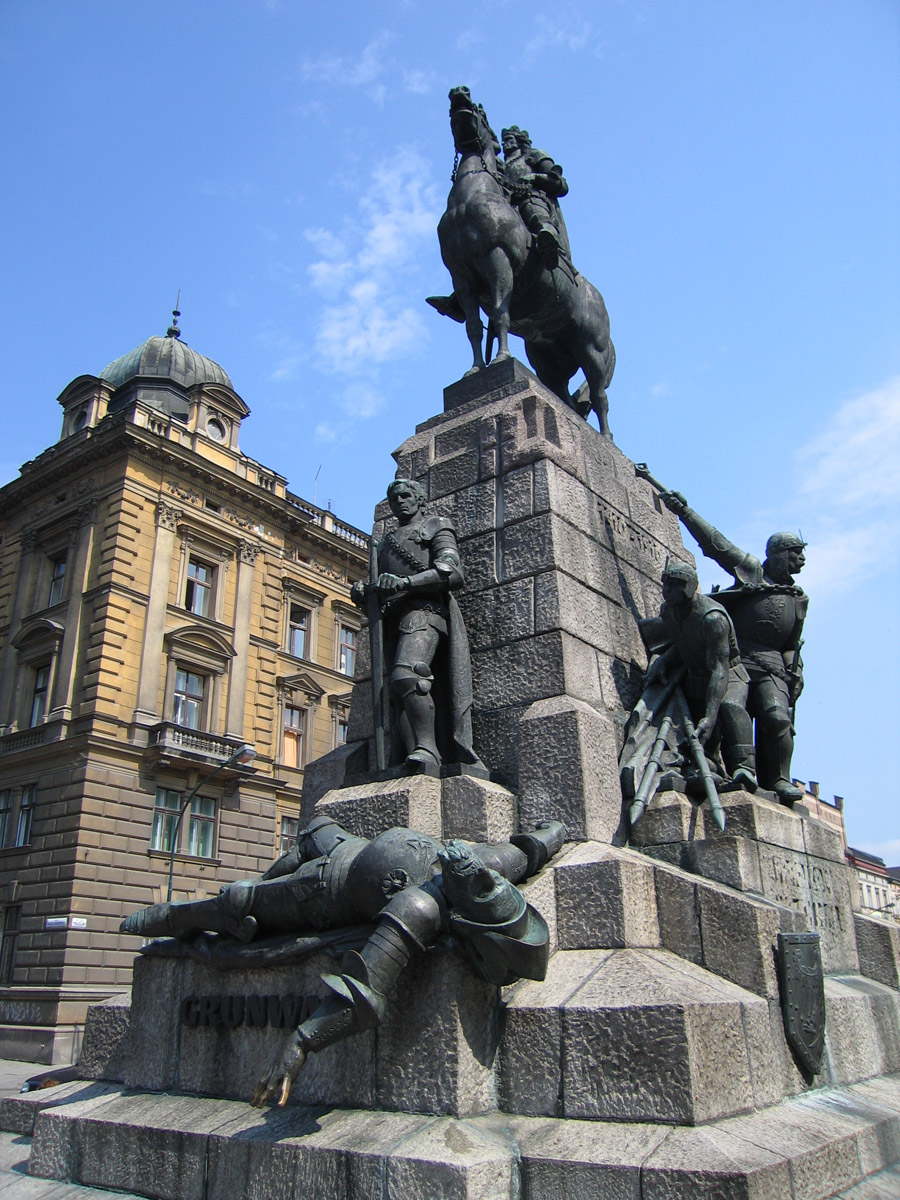
A grünwaldi csata emlékére állított szoborcsoport Krakkóban.

A két sereg méretét megközelítőleg lehet csak felmérni. Az egyesült lengyel és litván hadakat nagyjából 45-50 ezer fő közöttire tehetőek.
A korabeli és későbbi források a korra jellemző módon meglehetősen túlbecsülik a seregek létszámát, több százezres, másutt több milliós nagyságrendű számokról olvashatunk. A lübecki Anonymus krónikájában az áll, hogy Litvániából 2 millió 700 ezer, Lengyelországból egymillió-hétszázezer katona jött, kiegészülve másfél-millió tatárral, s még erősítették „szerecsenek, törökök, damaszkusziak és perzsák”, valamint egyéb „pogányok”. Enguerrand de Monstrelet francia krónikás szerint a lengyelek hatszázezer, míg a németek kétszerte kevesebb haderőt számoltak. Regensburgi András a lengyelek számát 1 200 000 főre teszi.
A 20. századi lengyel források reális, bár egymástól eltérő számokat közölnek. Łudwik Kołankowski szerint a lengyel haderő 18 ezer nehézlovasból, míg a litvánoké 8 ezer könnyűlovasból állt, a német lovagok seregét 15 ezer nehézlovasra teszi. Jerzy Dąbrowski a lengyel sereget 18, a litvánt 11, a lovagrendit 16 ezer fősnek ítéli, utóbbihoz még hozzászámol 3 ezer külországi katonát is. Henryk Łowmiański 12 ezer lengyel nehézlovasról, 7200 litván könnyűlovasról és 1000 egyéb katonáról ír a szövetségesek részéről. Ezek azonban leginkább az uralkodók közvetlen tulajdonát képező seregek, amelybe nem tartoznak bele az ország más régióiból, városaiból és egyéb segédhadakból származó katonák, amik létszáma még több ezer fő lehet.
Geoffrey Regan és egyéb források alapján a lengyel-litván szövetséges sereg létszáma körülbelül 45-50 000 fősre tehető. Ez húszezer lengyel lovasból, 11 ezer litván könnyűlovasból állt, továbbá kiegészült a gyalogsággal, amelyek száma több ezer fő lehetett. Mellettük rengeteg idegen nemzetiségű csapat szolgált. II. Ulászló seregében rengeteg cseh zsoldos szolgált, akiket a király zsoldosvezére Jan Žižka, a legendás huszita vezér irányított, s ők bizonyultak a legjobban képzett katonáknak. Csehek, morvák és sziléziaiak szolgáltak még más csapatok közt is zsoldosként, vagy volontérként (önkéntes). A király hűbéresének Sándor moldvai fejedelem és Mihaiu Alexandrel kancellár vezetésével román katonák is harcoltak (900 gyalogos, 25 lovas).
Vytautas erőinek egy tekintélyes részét orosz (pontosabban szmolenszki, novgorodi, ukrán, fehérorosz) ezredek tették ki, akiket Simon Lingwen vezetett. Lingwen ugyanúgy Algirdas litván nagyfejedelem fia volt, így II. Ulászló testvére is. Ez időben a litván és a novgorodi fejedelmi címet viselte. A sereg elővédjét nagyobbrészt tatárok, az ún. lipekek alkották, összesen 1000-1500 lovas. Élükön Dzsalál ad-Dín tatár kán állt, aki a lipek tatárokat Litvániába telepítette le és akik hosszú időn át szolgálták a litván és a lengyel uralkodókat.
Regan még szerbeket is említ a sereg idegen nemzetiségű csapatai közt, s a litvánok tatárjait krími tatárokként jelöli, bár a csatáról krónikát író Jan Długosz is homályosan fogalmaz a haderő összetételét illetően, mert szó esik művében bizonyos „csehek és alemannok (svájciak) „seregé”-ről.
Egyes állítások szerint a lengyel seregben a csata során küzdöttek kozákok és magyarok is. Ez előbbi katonaság jelenléte erősen vitatható, mert akkoriban a kozákság még majdnem frissiben kialakult katonai szerveződés volt, s a szomszédos államok még alig tudtak róla. Noha Magyarország hivatalosan a Német Lovagrendet támogatta (akárcsak Csehország), de egyes jelentések szerint több ezer magyar vitéz szolgált Lengyelországban az akkori és a későbbi évszázadokban is.

#### Saját zászlóik alatt vonuló lengyel erők
Udvari hadak:
- Krakkói királyi had
- „Gończa” zászlós had
- Pogoń zászlós had

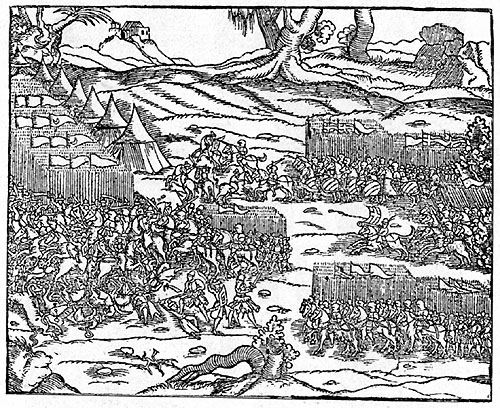
A grünwaldi csata (XV. század végéről való fametszet.

- Szent György zászlós had (cseh zsoldosok)

Regionális erők:
- Wielkopolskai had
- Sandomierzi had
- Kaliszi had
- Sieradzi had
- Lublini had
- Łęczycai had
- Kujáviai had
- Lwówi had
- Wieluńi had
- Przemyśli had
- Dobrzyńi had (ekkor még a Német Lovagrend uralta)
- Chełmi had
- Podóliai had
- Halicsi had

Mazóviai erők:
- IV. Siemowit mazóviai herceg csapata
- I. János mazóviai herceg csapata

Egyéb bandériumok:
- Mikołaj Kurowski gnieznoi érsek csapata
- Wojciech Jastrzębiec poznańi püspök csapata
- Ostrówi Krystyn krakkói kastellán csapata
- Tarnówi János krakkói vajda csapata
- Ostrorógi Sędziwój poznańi vajda csapata
- Michałowoi Mikołaj sandomierzi vajda csapata
- Koniecpoli Jakab sieradzi vajda csapata
- Obiechówi Iwo śremi kastellán csapata
- Jan Ligęza łęczycai vajda csapata
- Tęczyni András wojnicei kastellán csapata
- Brzeziei Zbiegniew marsall csapata
- Piotr Szafraniec krakkói kamarás csapata
- Moskorzówi Kelemen wiślicai kastellán csapata
- Granówi Vince śremi kastellán és nagy-lengyelországi kormányzó csapata
- Oleśnicai Dobko csapata
- Tarnówi Spytko csapata
- Sławskoi Marcin kaliszi nemes csapata
- Dobrogost Świdwa szamotuły csapata
- Koziegłowy Krystyn csapata
- Jan Mężyk királyi főpohárnok csapata
- Mikołaj Trąba kancellár csapata
- Mikołaj Kmita wiśniczi csapata
- A Gryf nemzetség csapata
- Korziekiewi Zaklika csapata
- A Koźlerogi nemzetség csapata
- Jičini János morva volontércsapata
- Dalewicei Gniewosz lwówi sztraroszta morva, cseh, sziléziai zsoldoscsapata
- Korybut Zsigmond litván herceg csapata

#### A litván hadak egységei

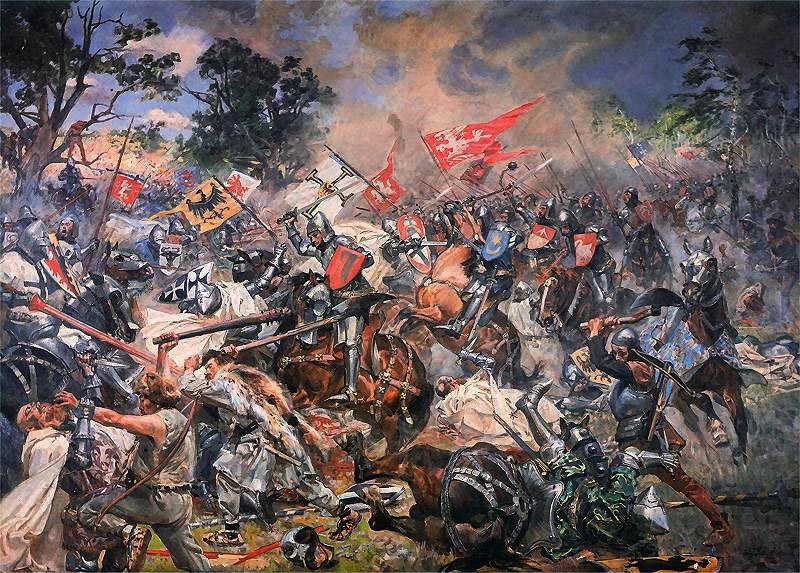
Wojciech Kossak: A grünwaldi csata.

A nagyfejedelem zászlaja alatt vonulók 
- Nagy Vytautas serege
- Minszki erők
- Połocki erők
- Hrodnai erők
- Krewói erők
- Krichevi erők
- Mahileui erők
- Niasviźi erők
- Novgorodi erők
- Nowgorod Siewierski erők
- Orsai erők
- Slonimi erők
- Szlutszki erők
- Vicebszki erők
- Vladżimiri erők

Saját zászlóik alatt vonulók
- Sigismund Kestutaitas csapata
- Manvydas csapata
- Jurij Lingwen csapata
- Trakai erők
- Vilniusi erők
- Hrodnai erők
- Kaunasi erők
- Lidai erők
- Medininkai falu vitézei
- Szmolenszki (hármas zászló alatt vonuló) hadak
- Witebski hadak
- Kijevi hadak
- Pinszki erők
- Navaradaki erők
- Breszti erők
- Wolkowyski erők
- Drohiczyni erők
- Mielniki erők
- Krzemienieci erők
- Starodubi erők
- A szamogitok csapata
- Moldvai erők[5]

A litván sorokban ott masíroztak a szamogétok is, akik barbár módon levágott fejeket használtak harci jelvényként.
A német hadak úgy 20 ezer lovasból és ugyanennyi gyalogosból álltak, soraik között voltak egyéb, főleg a Német Birodalomból jött lovagok, katonákat, zsoldosok, amit Zsigmond császár, a német fejedelmek és egyéb országok adtak nekik, valamint poroszok is, valamint Regan említést tesz még zsoldos angol íjászokról, továbbá Jean Ier Le Meingre későbbi francia marsall (aki az azincourti csatában vereséget szenvedett) vezetésével úgy másfélszáz francia lovag is. Az egész sereg mintegy 16 hadijelvény alatt vonult (egy jelzés alatt több egység is állt), felszerelését tekintve sokkal jobb volt, mint a lengyeleké, képzettebbek és vasfegyelműek voltak. Nagyjából 40 ezer főt számláltak. Vezetőjük, Ulrich von Jungingen nagymester, alvezére Friedrich von Wallenrode porosz marsall. Jelen volt a nagymestert és a marsallt leszámítva kb. 700 rendi tag is.

### A korabeli taktikák és fegyverzet

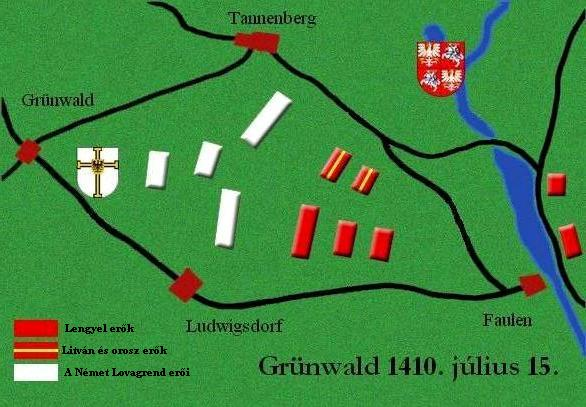
A szembenálló hadak felállása

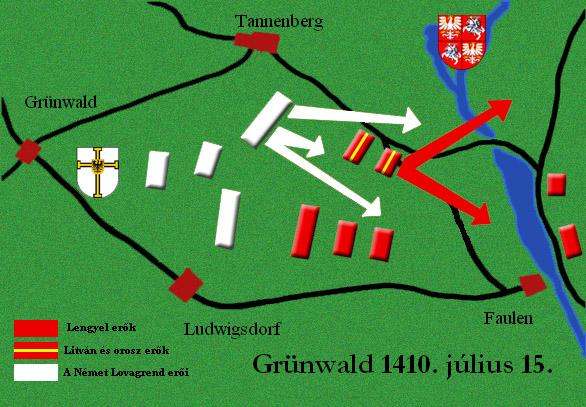
A kudarcba fulladt litván támadás

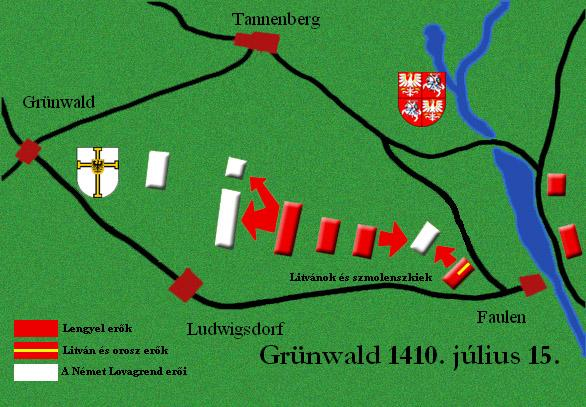
Litván ellentámadás

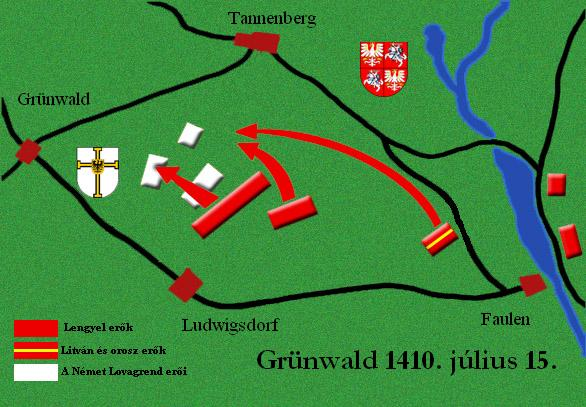
A teuton hadak megsemmisítése

A 15. század egy új korszaka a hadászatnak. Jelentős előrelépés történt már az előző század végén a fegyverek és a képzettség terén. Mindenekelőtt a gyalogság volt az, melynek összetétele és felkészültsége változott meg, erősödött a fegyelem és csoportosultak a fegyvernemek. Birtokában a tűzfegyvernek, a frontális, szervezetlen, nagy tömegben végrehajtott lovassági támadáson felül tudott kerekedni.
A grünwaldi csata ezzel ellentétben még jobbára a régi idők harcmodora szerint zajlott. A hagyományosabb fegyver, a lovasság még mindig nagyobb előnyt élvezett. A lengyeleknek is voltak gyalogosaik, de azok közül a legjobb képesítéssel a csehek bírtak, akik a később a huszita harcmodor néven elhíresült technikát alkalmazták, melybe beletartozott a szekérvárban való védekezés, amikor a támadó fél erőit így őrlik fel. A taktikát a románok is ismerték, ugyanis már régóta használták Csehországban, Morvaországban és Moldvában, de igazi tökélyre a 15. században fejlesztették.
Hasonlóan a lovagrendi seregben is a legjobb, legképzettebb, s legütőképesebb erőt a zsoldosok tették ki.
A gyalogság két alapvető fegyvertípusból állt, a hosszú szálfegyveresek (pikások) és lövőfegyvert használók, melyek jelen esetben itt íjászok és számszeríjasok voltak. Nagyon valószínűtlen, hogy bármelyik sereg alkalmazott volna tűzfegyvert.

### A hadak elhelyezkedése
A lengyel-litván sereg Ludwigsdorf és Tannenberg között foglalta el állásait. A jobbszárnyon Vitold állt Tannenbergnél. Az első sorokban álltak a tatárok, akiket az elővédharcban a német páncélos lovasok szétvertek.
A litván lovasságot erősítették további lengyel lovas zászlóaljak, oldalaikon és mögöttük az orosz erők álltak.
Balról Ludwigsdorf falunál II. Ulászló rendezte el a lengyel sereget. Velük szemben Grünwald felől jött a lovagrendi sereg, mely viszonylag előbb hadrendbe tudott helyezkedni.

### A csata menete
Az ütközet első fontos mozzanata Vytautasnak a német jobbszárny ellen indított rohama volt.

#### Kudarcba fulladt litván támadás
A litvánok kifejlődött hadrendben voltak ugyan, de soraik még laza egységet képeztek. A támadást könnyen felfogta németek vas fala. Közben a másik szárnyon is összecsapások kezdődtek, s ott a lengyelek több sikerrel jártak.
Egy órányi harc után a litvánok már visszaszorulóban voltak eredeti állásaik felé, s már eléggé rendezetlenül folytatták a harcot. Egyedül az oroszoknak sikerült zárt alakzatjukat megőrizni. Vezetőjük, Lingwen meggátolta azt, hogy a németek megpróbálják oldalról támadni a balszárnyat képező lengyeleket. Oroszlánrészük volt így abban, hogy a lengyel sorokat nem sikerült a németeknek megbontani. Ellenben már azt nem tudták megakadályozni, hogy a lovagrendi erők teljesen visszaszorítsák őket.

#### Vytautas megfutamodása

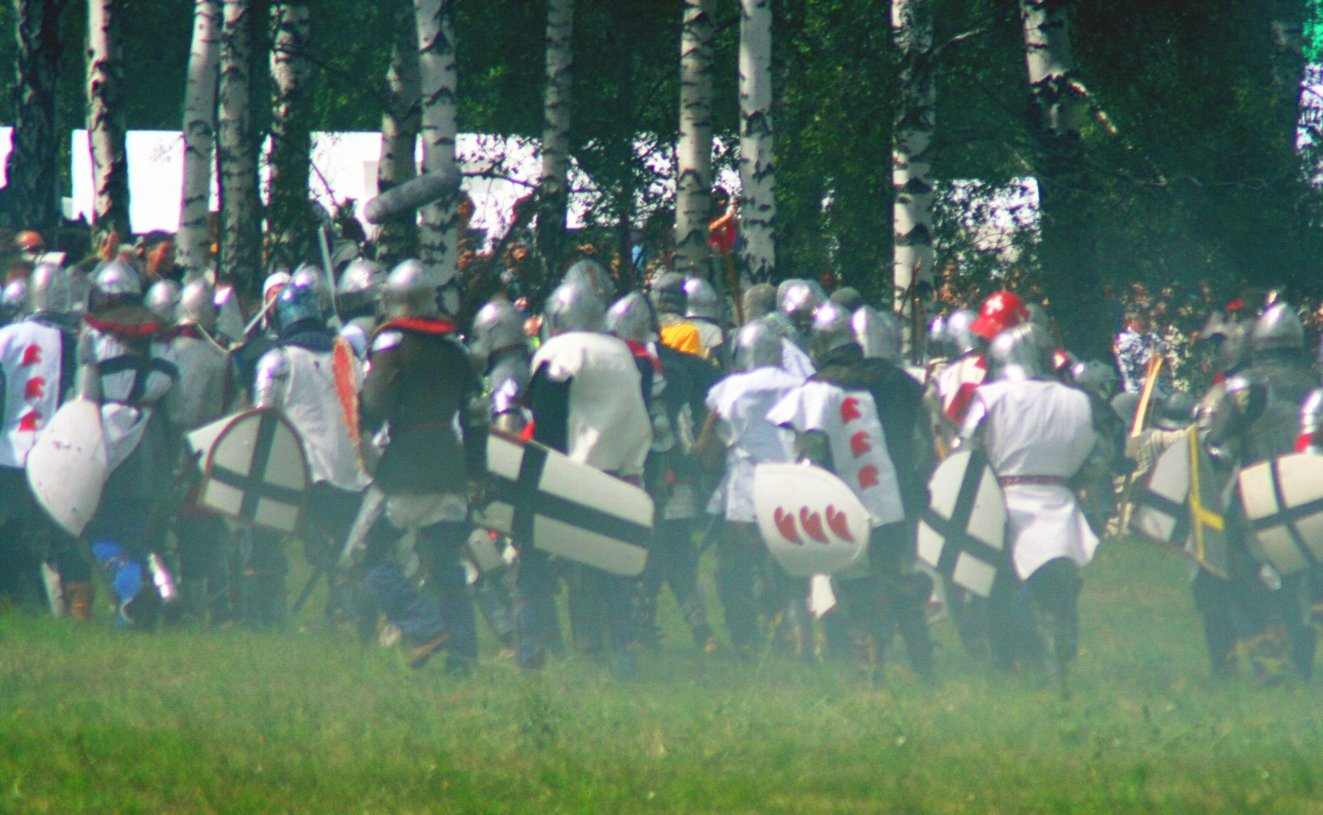
Grünwaldi csata történelmi játékok.

A litvánok kénytelenek voltak menekülésbe kezdeni és ekkor a német balszárny üldözőbe vette őket, melybe a tartalékaik is bevonták. Az üldözésből nemsokára hamar visszairányították a katonák egy részét, mely a lengyeleket kezdte hátulról támadni. Különösebb gondot nem okozott, mert a lovagrendi sereg jobbszárnyát II. Ulászló visszaszorította. Jan Długosz lejegyzi azt, hogy a krakkói királyi had zászlaját zsákmányul ejtette az ellenség, de a legbátrabb katonák visszavették tőlük a harcban. Długosz ugyanakkor azt is írja, hogy a lengyelek keményen küzdöttek – míg a litvánok megfutamodtak –, s így legyőzték a lovagrendi sereget.
A valóságban azonban egészen másképp történt mindez. A litvánok üldözéséből a balszárny visszatért és csak a tartalékokat hagyták hátra a Witold elleni harc folytatásához, akit a Faulen (ma Ułnowo) nevű falun túlra, a Drewenz (Drwęca) folyó másik partjára szorítottak. Ezzel már nehéz helyzetben voltak a lengyelek, s nem tudtak komolyabb erőt elvonni a hátulról támadó ellenség visszaverésére. Mindkét fél részéről nagyok voltak a veszteségek, de a harc egyelőre még nem jutott dűlőre.
Röviddel ezután a tartalék német erők is visszatértek, abban a hitben, hogy a szétvert litvánok már veszélyt nem jelenthetnek. A lovagrendiek majdnem az összes erő bevonásával bekerítő hadműveletre szánták el magukat, mellyel teljesen megsemmisíthetik II. Ulászlót. Habár a király és katonái elszántan harcoltak, de esélyeik egyre csökkentek.

#### A döntő támadás
Vytautas nem kis erőfeszítés árán rendezte sorai egy részét (főleg a könnyűlovasságot), s azzal ellentámadásba lendült az oroszok (szmolenszkiek) maradék csapataival egyetemben, míg a sereg többi része a folyó túlpartján maradt. A támadással nem kevesebbet ért el, mint azt, hogy a lengyelek hátát szorongató németekre váratlanul rontott rá és megsemmisítette őket Faulennél. Ezután közös ellentámadást hajtottak végre a német sereg többi része ellen.

#### A végső összecsapás
A lovagok erőik hátramaradt részét is bekapcsolták a harcba, de a lengyelek bekerítő támadásukkal a hátukba kerültek. A harc vagy tíz órán keresztül folyt, s a végső stádiumban már teljes bekerítésben kellett harcolniuk a németeknek. Az alakzatukat, noha többször helyrehozták, de ez nem változtatott a helyzeten.
A csatát végül a lengyelek és a litvánok megnyerték.

## A veszteségek

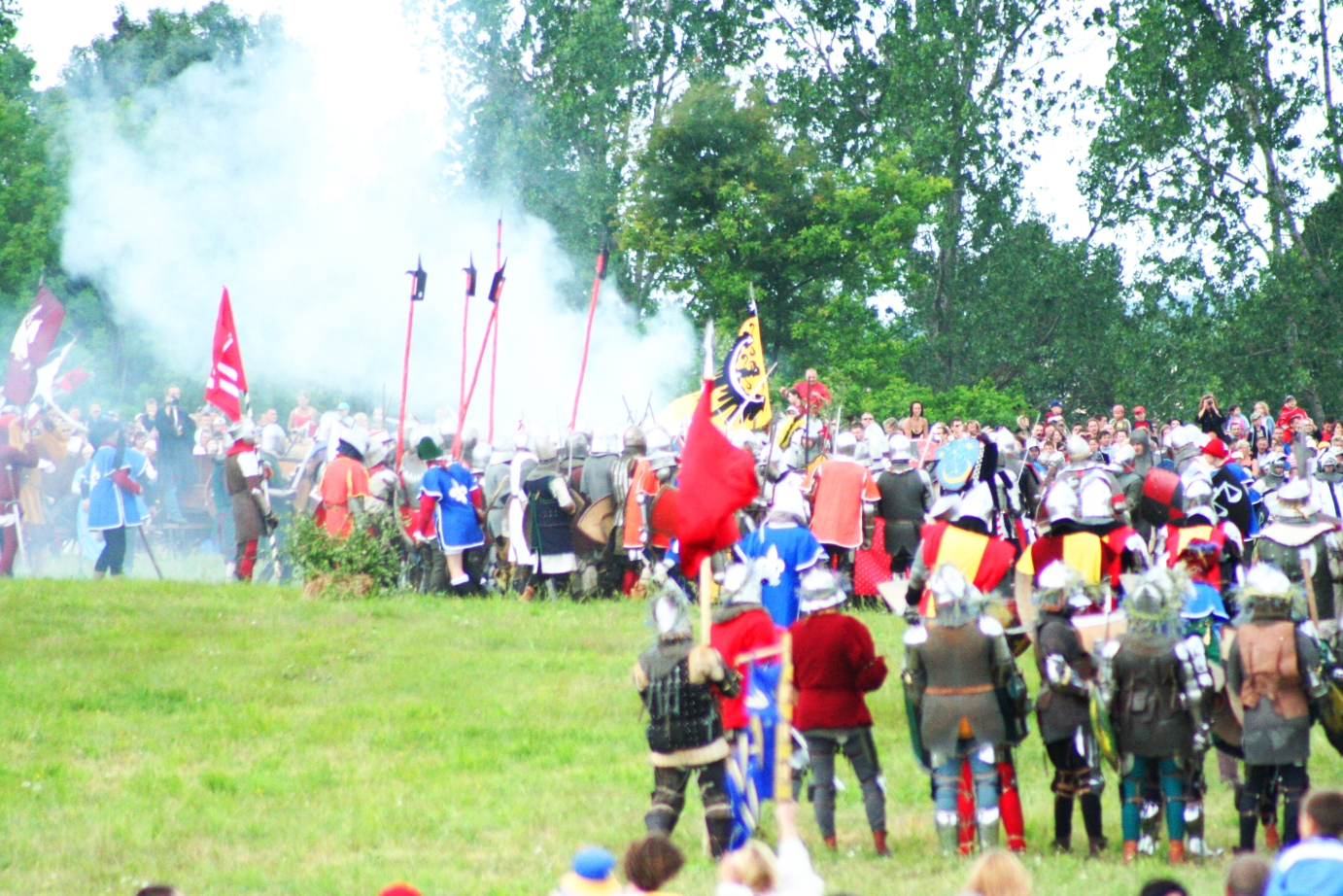
A Grünwaldi csata történelmi játék 2006-ban.

A lovagrendi sereg teljesen megsemmisült. Andrzej Nadolski szerint a lovagrendiek 8 ezer halottat és 14 ezer foglyot hagytak a csatatéren, míg megint más források több mint 28 ezer elesettről számolnak be. A lovagrend elvesztette a nagymesterét, Ulrich von Jungingent, akit lengyel parasztok öltek meg. Holtan maradt a csatamezőn, vagy fogságba került a sereg és ország számos más vezető személye, mint Friedrich von Wallenrode marsall, a két nagykomtur Albrecht von Schwartzburg és Kuno Liechtenstein, utóbbi testvére Konrad is, a kincstárnok Thomas von Merheim, Wilhelm von Halfenstein, Heinrich von Schwelborn, Godfried von Haltzfeld, Burchard Wobeke és Arnold von Baden. Összesen 700 tag elesett 15 a lengyelek hadifoglya volt. A brandenburgi Markward von Salzbach komturt – aki egyben a sambiai (vendföldi) Schaumburg polgármestere volt –, Vytautas ölte meg a csatában. Egyetlen embernek sikerült megmenekülnie, név szerint Werner von Tettinger komturnak, az elbingi ispotálymesternek, aki a vereség hírét vitte Marienburgba.
Fogoly volt V. Kázmér stettini herceg és Fehér Konrád oelsi (oleśnicai) herceg is. A halottak közt volt több tucat poroszországi előkelő, tisztségviselő és jó pár egyházi méltóság, valamint csaknem az összes segítségül jött külföldi lovag, s nagy volt az eltűntek száma is.
Egyes források szerint a szövetségesek 20 ezer embert, tehát állományuknak majdnem a felét elvesztették, s ráadásul nagyon kimerültek voltak, ezért nem tudtak semmiképp sem tovább menni. Három napig maradtak Grünwaldnál és ott ittak a győzelemre a németektől zsákmányolt borból. Időközben a nagymester holttestét elvitték Marienburgba.

## További események

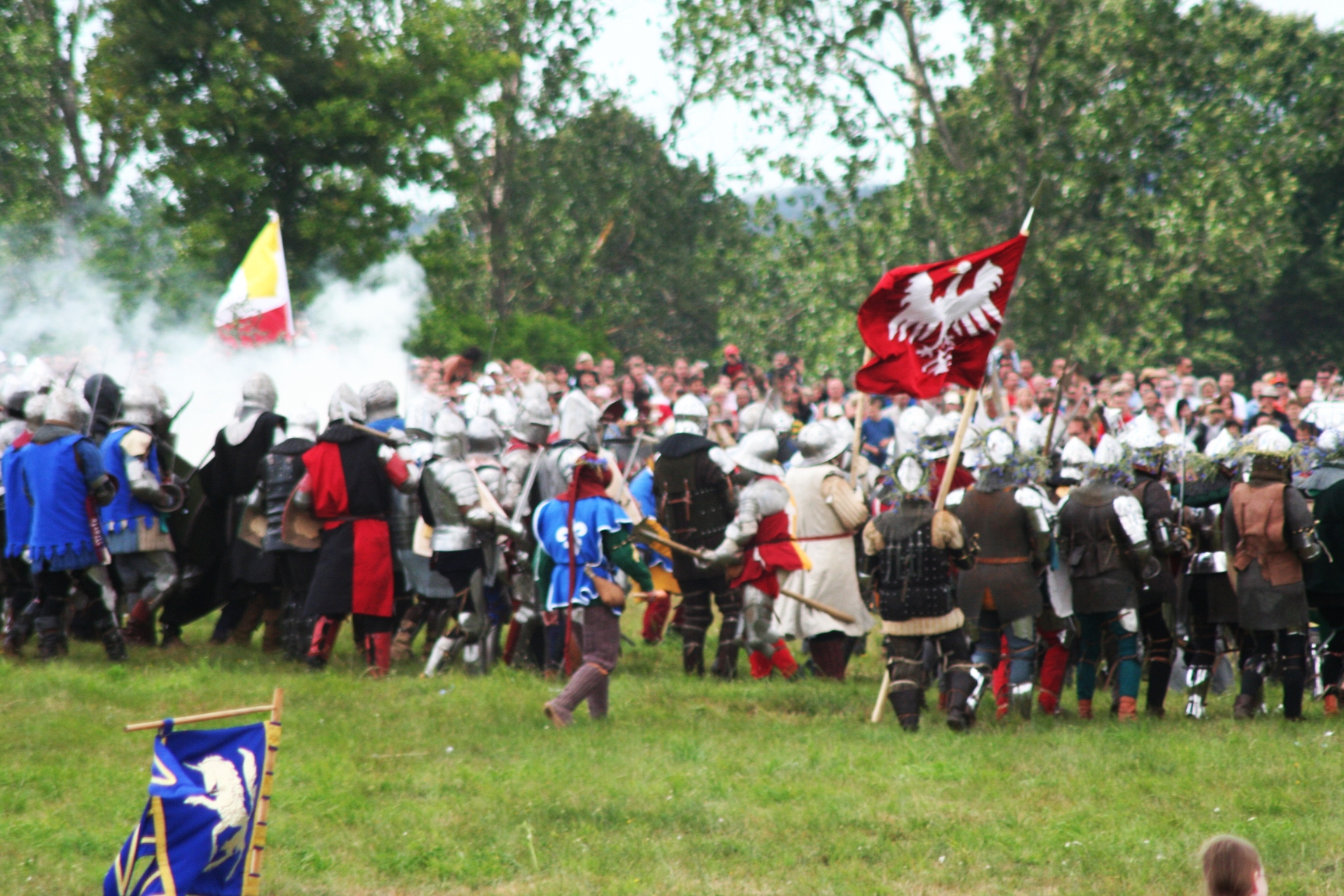
A Grünwaldi csata történelmi játékok az esemény színhelyén.

### Marienburg ostroma
A lengyelek július 18-án folytatták útjukat a főváros ellen. A várost és a várat védelmező Heinrich von Plauen komtur egy csekély (4 000 fős) pomerániai német sereggel megerősítette a Marienburgot, és hosszú ideig védte a lengyel támadásoktól. Az ostromot az ősz közeledtével feladták és elvonultak a főváros alól. Közben az egyik lovag Michael Küchmeister von Sternberg zsoldosokat toborzott és csatába állt Ulászló kisebb seregével október 10-én. A Cronénél (Koronowó) megvívott csata ellenben a lovagrend újabb vereséget hozta.

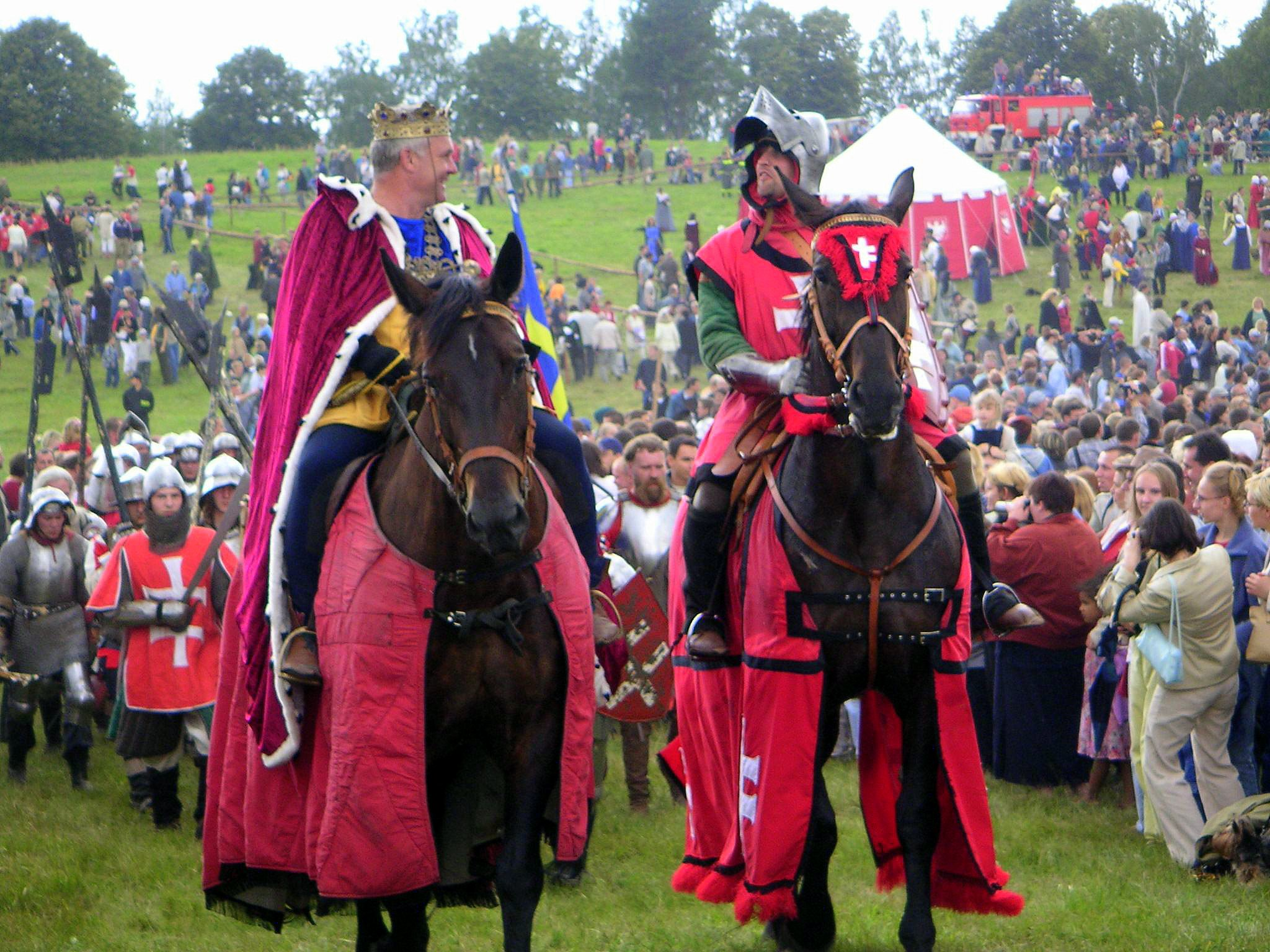
A Grünwaldi csata történelmi játék 2003-ban.

### A toruńi béke
Zsigmond császár a lovagok megsegítésére hadjáratot indított Lengyelországba, de nem ért el sikert, mert II. Ulászló legyőzte őt Bártfánál, ezért inkább kibékült vele.
A lovagok 1411-ben végül aláírták az első thorni (toruńi) békét. A békében mindössze Szamogitia és Dobrzyń (Dobrin) volt az, amit a lovagok elvesztettek. Előbbit a lengyeleknek, míg utóbbit a litvánoknak kellett visszaadniuk.
A vereség teljesen megrendítette a lovagrend hatalmát Poroszországban és Livóniában. Katonai erejük megtört, s vele együtt a meghatározó politikai pozíciójuk is odalett, ezzel párhuzamosan gazdasági befolyásuk is hanyatlásnak indult, mely a lovagrendet támogató Hanzát is érzékenyen érintette. A kereskedő szövetség ugyanis mindig támogatta a rend keleti expanzióját, valamint a lovagok a szövetséget. Idővel annyira egymásra lettek utalva, hogy ez végzetesen összefonta őket. A lovagok hatalma pusztán potenciális katonai erejükből állt, a katasztrófa így egyetlen csapással bekövetkezett.

## A vereség következményei

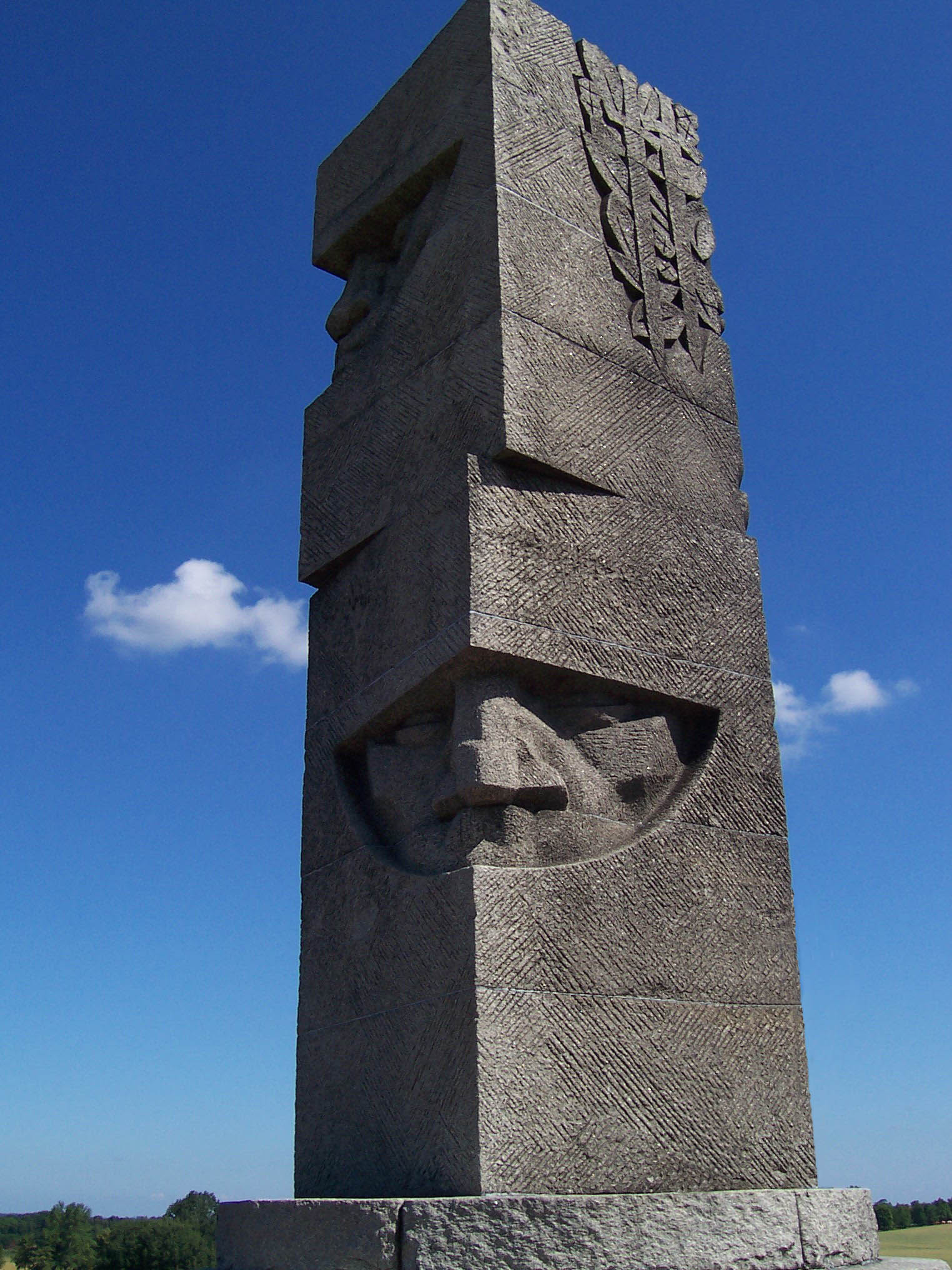
A csata emlékét őrző obeliszk, Grunwaldban, az emlékparkban.

A lovagrend veresége több szempontból is végzetes volt. Egyrészt saját területén szenvedte el, amit hosszú időn át szilárdan kézben tartott. Másrészt megtört katonai potenciálján nyugvó hatalma és gazdasági ereje is állandóan vesztett jelentőségéből. Szuverenitását katonai erővel kellett, hogy fenntartsa. Korábban a Német-római Birodalom területéről jövő német keresztes lovagokkal ezt állandóan fenn tudta tartani, a 15. századtól kezdve, amikor Litvánia katolikus lett, már nem viselhetett ekképp ellene keresztesekkel háborút. Ezért a század elejétől már egyre nagyobb számban alkalmazott német zsoldosokat. 1411 után már csaknem teljesen zsoldossereget tartott fenn. A költséges katonatartás rengeteg pénzt emésztett fel, s újabb adókat kellett, hogy kivessen.

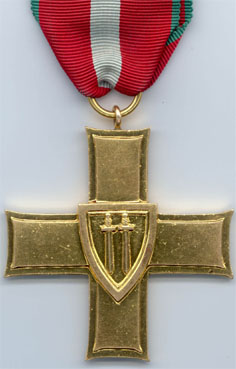
A Grünwald Kereszt Érdemrend. A három fokozatból álló kitüntetésből még külföldiek is részesülhetnek.

A lovagrend uralmával elégedetlenkedők, akik már a vereséget követően felléptek ellene, most ligába tömörültek. 1440-ben létrehozták az ún. Porosz Szövetséget, a rend hatalmának megszüntetésére. Közben a lovagok még két támadása fulladt kudarcba (1414, 1422) és még két háborúban maradtak alul a lengyelekkel szemben (1431-32, 1435).
Maradék tekintélye és hatalma lassan apadt. A vele szemben álló Porosz Szövetség IV. Kázmér lengyel király alá adta magát és a tizenhárom éves háborúban végleg vesztett a Német Lovagrend.

## A csata emléke

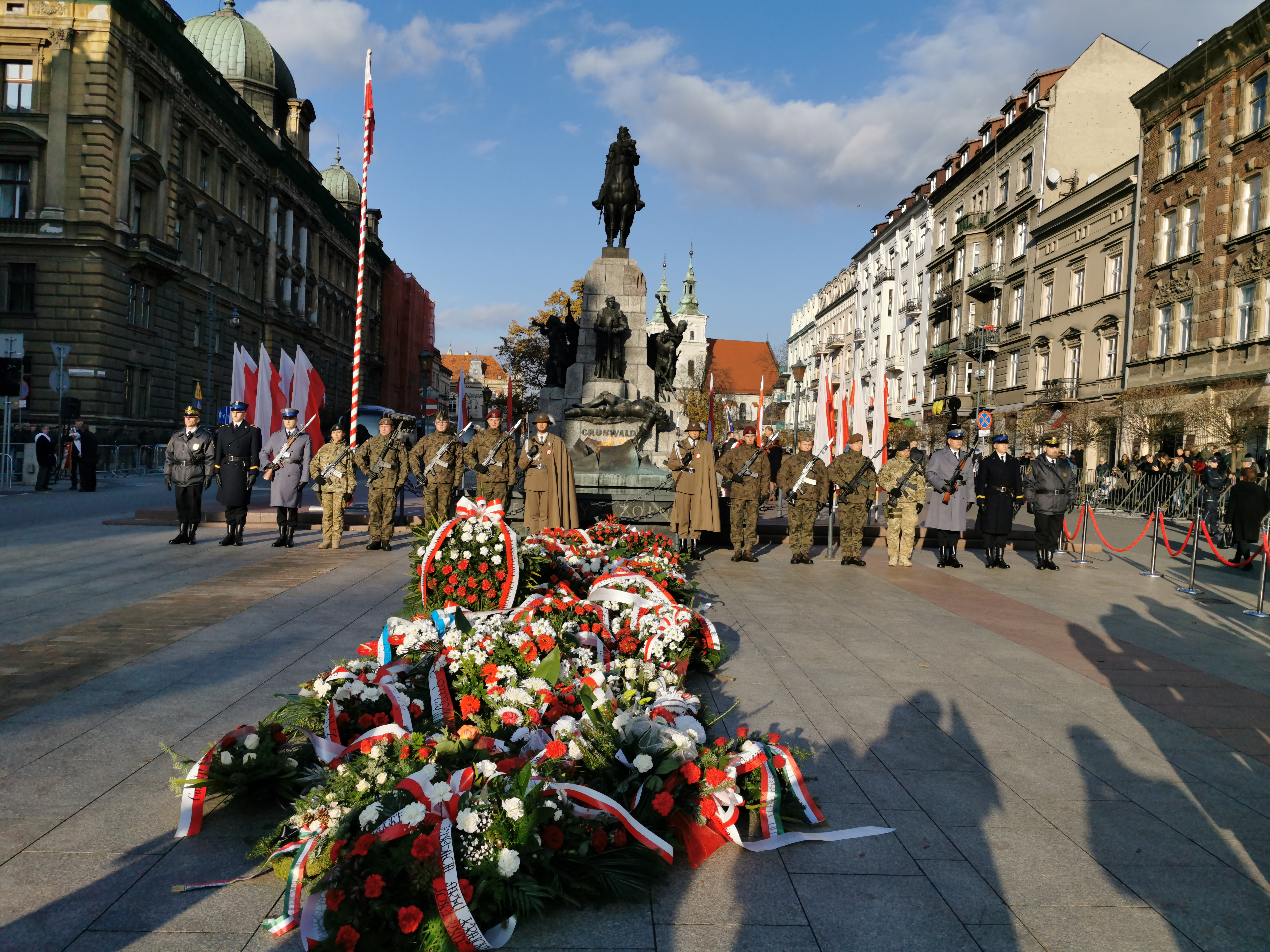
A grünwaldi csata emlékműve Krakkóban, a Jan Matejko téren a Lengyel Függetlenség Napján

1944-ben a győzelem emlékére alapította a lengyel hadsereg a Grünwald Kereszt Érdemrendet (KG) a katonai érdemek jutalmazására, melyből külföldiek is részesülhetnek. A rend jelvényén két kard látható egymás mellett. Ehhez kapcsolódik egy Jan Długosz által lejegyzett történet, amely szerint a csata előtt II. Ulászló királyhoz két herold (német udvari tisztségviselő) érkezett, akik két hüvelytelen kardot hoztak magukkal. Az egyik herold német-római császári jelvényt viselt. Ezt átadták a királynak, a nagymester küldte üdvözlettel, mint a jövendő harc zálogát, hogy a két fél késedelem nélkül összemérhesse erejét. A király nagy csodálattal hallgatta a beszédet, amit német nyelven mondtak és elfogadta a kardot.
Az eseményeket az irodalmi óriás Henryk Sienkiewicz örökítette meg Kereszteslovagok című regényében. Az író alkotását a porosz elnyomás alatt élő lengyel honfitársainak szánta. Felidézte, hogy milyen nagy győzelmeket arattak a lengyelek a németek felett, szembeállítva azzal a ténnyel, hogy noha Lengyelország feloszlott. A csata leírásában igaz Długoszt követi, a kizárólagos lengyel győzelemről beszél.
A regény alapján készült film 1960-ban Aleksander Ford rendezésében, amely ugyancsak eltér a történelmi valóságtól kissé. Ulászló és a két német találkozását úgy mutatja be, mintha a küldöttek magabiztosan, fennhéjazóan álltak volna a király elé, pedig Długosz szerint is nagy tiszteletet tanusítottak.
A németek részéről eldördülnek az ágyúk, s a lovagok olyan szívtelennek tűnnek, hogy még saját embereiket is eltapossák lovaikkal.
A litvánok is elevenen őrzik a csata emlékét. Többek közt van kosárlabda- és labdarúgócsapatuk is, amely a Žalgiris (vagyis Grunwald) nevet viseli: BC Žalgiris és FK Žalgiris.
Az oroszok eléggé ki akarják sajátítani a győzelmet, annak okán, hogy a szövetséges hadseregben oroszok harcoltak és a döntő támadásban is részt vettek. Magyarországon a korábbi baloldali történelmi könyvek és írások is kihangsúlyozzák, hogy a lengyel-litván-orosz sereg győzte le a lovagokat. Az oroszoknál mint a „lengyel-litván-orosz unió” volt az ami felülkerekedett a lovagokon. Ennek az a szépséghibája, hogy a Lengyelország-Litvánia és Oroszország között nem volt semmilyen unió, vagy szövetség akkor. Az orosz csapatok egyik része Vytautas orosz hűbéreseitől és más meghódított orosz területekről (mint a Lingwen által birtokolt Novgorodból) származtak, amelyek alávetett állapotban voltak a litván nagyfejedelemnél. Ráadásul legalább több mint a fele nem is volt valódi orosz ezeknek a hadaknak. Az fehéroroszokat és ukránokat a lengyelek, a litvánok, a magyarok és más népek összefoglalóan orosz névvel illették a nyelvhasonlóság miatt.
Tény, hogy az oroszok is keményen harcoltak a csatában, de a győzelem nem pusztán az ő érdemük.
Grunwald mellett a csatamezőn ma egy nagy obeliszk állít emléket az eseménynek, s a helyszínen történelmi játékok keretében újból lejátsszák a csatát.

## Fordítás
Ez a szócikk részben vagy egészben  a   Battle of Grunwald című angol Wikipédia-szócikk fordításán alapul.  Az eredeti cikk szerkesztőit annak laptörténete sorolja fel. Ez a jelzés csupán a megfogalmazás eredetét és a szerzői jogokat jelzi, nem szolgál a cikkben szereplő információk forrásmegjelöléseként.